# Forrester
Forrester (Forrester Research) — американская исследовательская и консалтинговая компания; один из ключевых исследователей рынков информационных технологий, наряду с Gartner и IDC. 
Известна регулярными исследовательскими отчётами (Forrester wave, «Волны Форрестера»), авторством концепции витрин данных (1991 год).
Основана в июле 1983 года Джорджем Форрестером Колони (George Forrester Colony) в массчусетском Кембридже. Первый документ — «Отчёт о профессиональной автоматизации» — был опубликован в ноябре 1983 года. В ноябре 1996 года провела IPO, в феврале 2000 года — SPO.
В 1990-е — 2000-е годы приобрела ряд исследовательских фирм, среди них — Fletcher Research (Великобритания, ноябрь 1999 года), FORIT GmbH (ФРГ, октябрь 2000 года), Giga Information Group (США, февраль 2003 года), Jupiter Research (США, июль 2008 года).
По состоянию на 2022 год функционируют девять офисов в Северной Америке, по четыре офиса в Европе и Азиатско-Тихоокеанском регионе; в штате работает более 1100 аналитиков, исследующих рынки и технологии в 110 странах мира. Председатель совета директоров и главный исполнительный директор — основатель компании Джордж Колони.